# Wapen van Zoelen

Wapen van Zoelen

Het wapen van Zoelen toont het wapen van de voormalige gemeente Zoelen. Het wapen werd op 20 juli 1816 bevestigd bij Koninklijk Besluit aan de gemeente. De omschrijving luidt:
"Van zilver beladen met een kruis van keel."

## Geschiedenis
Het wapen is gelijk aan het oude heerlijkheidswapen van Soelen. De naam van Otto van Soelen werd genoemd op een akte in 1263. Het rode kruis op een zilveren veld komt nog voor als kwartier op familiewapens van Groeninx van Zoelen (in gespiegelde kleuren) en Verstolk van Zoelen. Onbekend is de relatie met het wapen van Enspijk, dat tevens uit een rood kruis op een zilveren schild bestaat, echter te Enspijk gerelateerd blijkt aan het geslachtswapen van Pieck.
Ondanks een gemeentenlijke herindeling (Wadenoijen werd in 1818 afgesplitst, in het jaar 1956 weer toegevoegd) van de gemeente bleef het wapen gehandhaafd totdat de gemeente werd opgeheven in 1978, datzelfde jaar toegevoegd werd aan de gemeente Buren. Het wapen van Zoelen werd overgenomen in het wapen van Buren waar een schildhouder het schildje draagt.

## Verwante wapens

Wapen van Buren
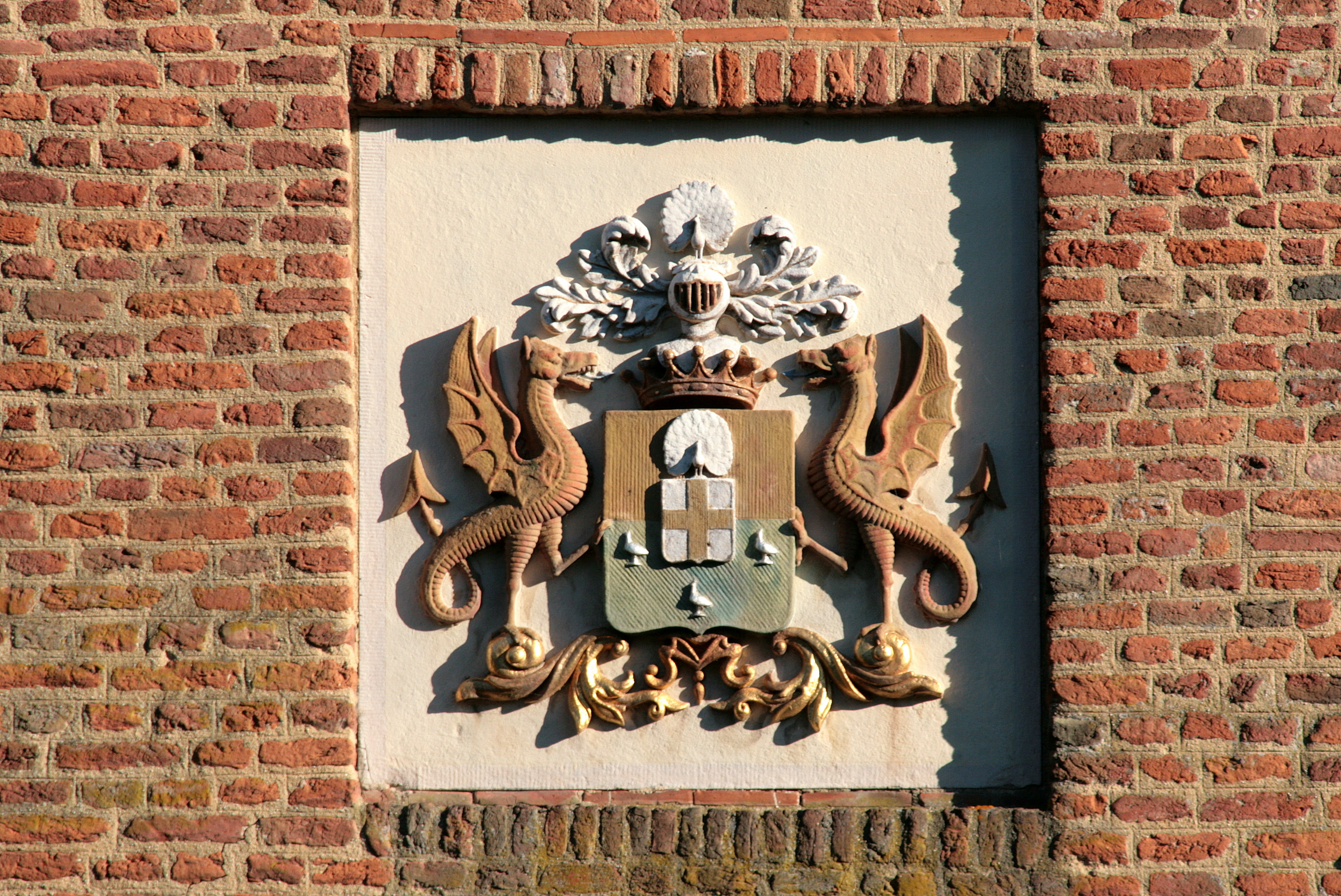
Als hartschild in een gevelsteen van het kasteel.

Aalst · 
Ammerzoden · 
Angerlo · 
Appeltern · 
Batenburg · 
Beesd · 
Beltrum · 
Bemmel · 
Bergharen · 
Bergh · 
Beusichem · 
Borculo · 
Brakel · 
Buurmalsen · 
Deil · 
Didam · 
Dinxperlo · 
Dodewaard ·
Doornspijk ·
Dreumel ·
Driel ·
Echteld ·
Eibergen ·
Elst ·
Est en Opijnen ·
Everdingen ·
Ewijk ·
Gameren ·
Geesteren · 
Geldermalsen · 
Gendringen · 
Gendt ·
Groenlo ·
Groesbeek ·  
Haaften ·
Hedel ·
's-Heerenberg ·
Heerewaarden ·
Hemmen ·
Hengelo ·
Herwen en Aerdt ·
Herwijnen ·
Heteren ·
Heukelum ·
Hoevelaken ·
Horssen ·
Huissen ·
Hummelo en Keppel ·
Hurwenen  ·
Kerkwijk ·
Keppel ·
Kesteren ·
Laren · 
Lichtenvoorde ·
Lienden ·
Lingewaal · 
Maurik ·
Millingen aan de Rijn ·
Nederhemert ·
Neede ·
Neerijnen ·
Netterden ·
Niftrik ·
Nijbroek ·
Ophemert ·
Overasselt ·
Pannerden ·
Poederoijen · 
Renkum ·
Rijnwaarden ·
Rossum ·
Ruurlo ·
Steenderen ·
Terborg ·
Twello ·
Ubbergen ·
Valburg ·
Varik ·
Vorden ·
Vuren ·
Waardenburg ·
Wadenoijen ·
Wamel ·
Wehl ·   
Warnsveld ·
Wisch ·
Zeddam ·
Zelhem ·
Zoelen ·
Zuilichem 

Dorps-, heerlijkheids- en stadswapens: 

Acquoy 
· Baak 
· Barlham 
· Bredevoort 
· Doreweerd 
· Elden
· Enspijk 
· Gellicum 
· Groessen 
· Hakfort 
· Hellouw 
· IJzendoorn 
· Kell  
· Lede en Oudewaard 
· Lichtenberg 
· Loil 
· Maasbommel 
· Meijnerswijk 
· Meteren 
· Middagten 
· Rhenoy 
. Rumpt
· Tricht 
· Verwolde 
· Wildenborch